# Stiftelsen Wilhelm Govenii Minne

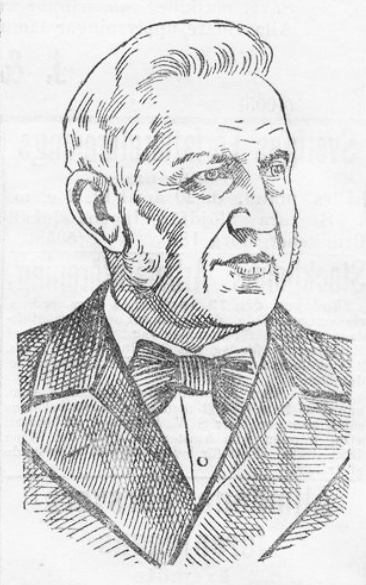
Stiftelsens testamentator, bruksägaren Wilhelm Govenius (1825-1903).

Stiftelsen Wilhelm Govenii Minne, en stiftelse som utövar hjälpverksamhet. Den började sin verksamhet 1906, efter ett testamente från 1903 av bruksägaren Wilhelm Govenius och hans hustru Alida Matilda Govenius.
Alma Hedin och Vilhelm Hernlund hör till dem som varit aktiva i stiftelsens arbete. 

## Grundaren
Stiftelsen grundades genom ett testamente upprättat den 26 mars 1903 av bruksägaren Henrik Wilhelm Christian Govenius och hans hustru Alida Matilda Govenius, född Sjöström. Den började sin verksamhet 1906.
Wilhelm Govenius föddes 1825. Han kom till Väddö utanför Norrtälje på 1870-talet där han bedrev en ekonomiskt framgångsrik verksamhet. År 1900 flyttade Wilhelm och hans tredje hustru Alida till Stockholm. Strax före sin död upprättade makarna Govenius ett testamente med innebörden att stora delar av deras kvarlåtenskap skulle användas till att bygga arbetarbostäder. Wilhelm Govenius dog på Sabbatsbergs sjukhus i mars 1903. Han är begravd på Norra begravningsplatsen.

## Ändamål
Idag kan bidrag lämnas till främjande av vård och uppfostran av barn samt utövande av hjälpverksamhet bland (ekonomiskt) behövande. exempelvis ges bidrag till frivilligorganisationer som Viljan Södermalms Frivilligcentral.
Stiftelsen har till ändamål att förvärva färdigställda hyresfastigheter eller lämplig mark och därpå uppföra och förvalta sunda och tjänliga byggnader, vilka ska upplåtas för uthyrning av bostäder och i mån av utrymme för lokaler. Bostadslägenheterna ska uthyras på billiga villkor till skötsamma personer ur arbetsklassen med hemortsrätt i Stockholm. Företräde skall ges till de mest behövande. I första hand ska lägenheterna hyras ut till änkor eller till ensamstående kvinnor med barn.
Sedan under åren tillkomna lagar – hyreslagen, socialtjänstlagen – bedömdes ägande av fastigheter för uthyrning till behövande som onödigt och styrelsen beslutade att sälja fastigheterna (den sista fastigheten såldes 1 april 2003). Per Olof Hallman och Axel Bergman var två av de arkitekter som stiftelsen anlitade.